# Glenea calypso
Glenea calypso là một loài bọ cánh cứng trong họ Cerambycidae.